# 大岡忠愛
大岡 忠愛（おおおか ただよし）は、三河国西大平藩第6代藩主。大岡忠世家8代当主。
文化4年（1807年）、西大平藩第5代藩主大岡忠移の長男として生まれる。文政11年（1828年）に忠移の隠居により家督を相続する。文政12年（1829年）に日光祭礼奉行、天保2年（1831年）に大坂加番、天保8年（1837年）に大番頭、天保14年（1843年）に大坂在番と歴任し、嘉永5年（1852年）に奏者番に就任する。また第12代将軍徳川家慶の鹿狩御用掛を務めた。安政4年（1857年）10月5日に死去した。享年51。家督は養子で弟の忠敬が継いだ。

## 系譜
父母
- 大岡忠移（父）
- 増山正賢の娘（母）

正室
- 操子 - 松平忠翼の娘[1]

養子
- 大岡忠敬 - 実弟